# 1. FC Kattowitz
Der 1. FC Kattowitz (voller Name Erster Fußball-Club Kattowitz 1905 e. V.) ist ein 1905 gegründeter Fußballverein aus Kattowitz, welcher vor dem Ersten Weltkrieg unter dem Namen FC Preussen 05 Kattowitz bekannt war. Zwischen 1922 und 1939 war er ein Fußballverein der deutschen Minderheit in Polen, 1945 wurde er von den polnischen Behörden aufgelöst. Im Jahre 2007 wurde er als 1. FC Katowice wiedergegründet. Die Vereinsfarben sind Schwarz-Weiß.
Er gilt als der älteste Fußballclub der Stadt und zählt zu den Pioniervereinen des Fußballs im oberschlesischen Industriegebiet.

## Geschichte

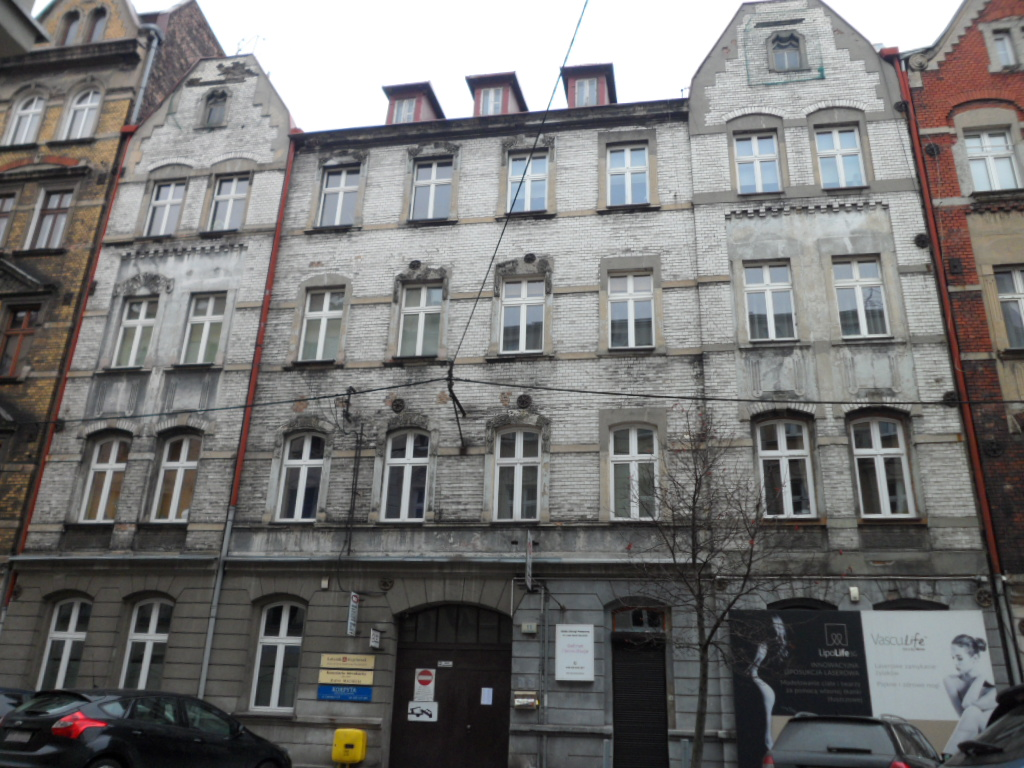
Der Gründungsort des FC Preußen Kattowitz

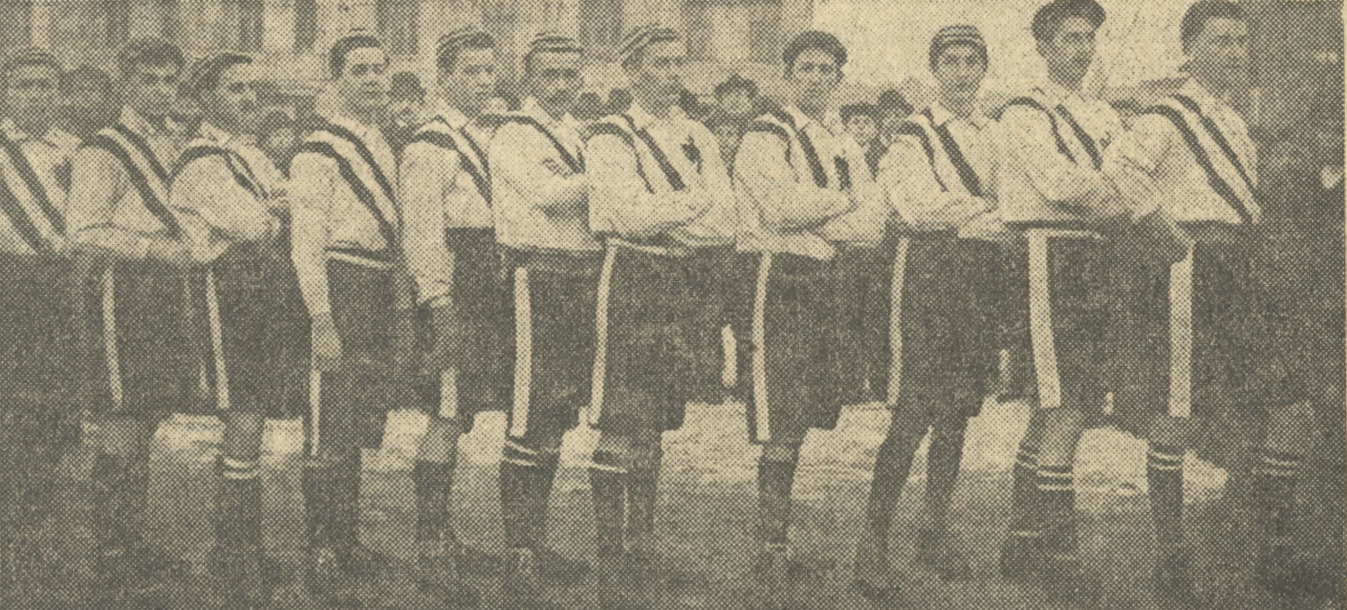
Die Mannschaft des FC Preußen Kattowitz im Gründungsjahr 1905. v.l.: Rudolf Fonfara, Arthur Krahn, Wilhelm Makosch, Josef Cieslik, Karl Frohn, Robert Burkert, Emil Fonfara, Gerhard Wawrzik, Hans Gritschke, Erich Flöckner, Karl Opitz

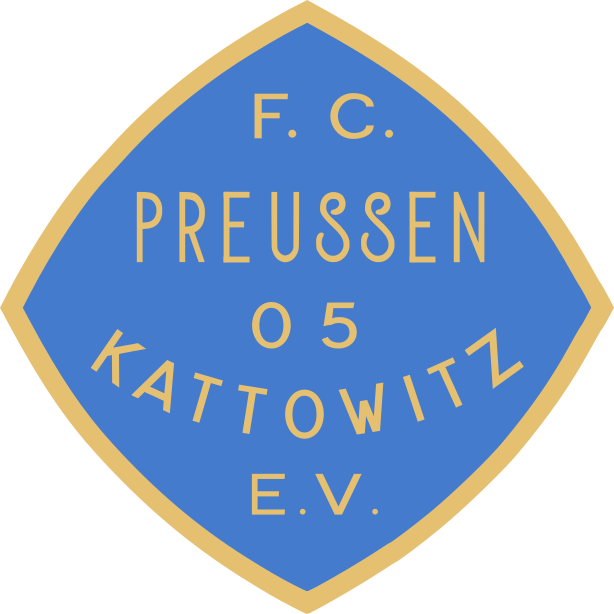
Logo des ehemaligen Fußballvereins FC Preußen 05 Kattowitz (1905–1922)

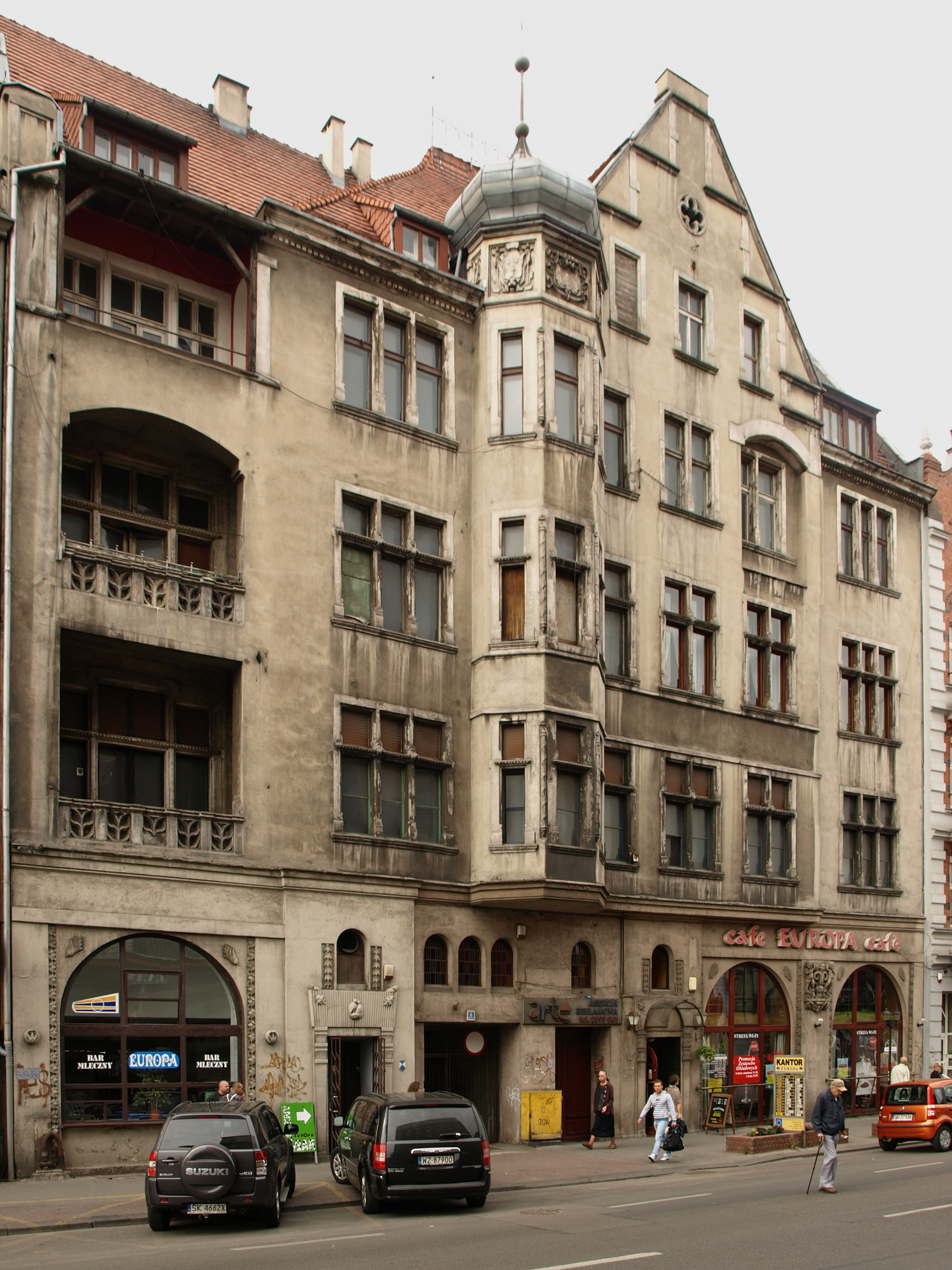
Im ehem. „Bundeshaus“, lang dann lange das Vereinslokal des FC-Preußen, später 1. FC Kattowitz.

### 1905 bis 1922: Im Deutschen Reich
Gegründet wurde der Verein am 5. Februar 1905 von den Brüdern Emil und Rudolf Fonfara als FC Preussen 05 Kattowitz. Weiße Hose, weißes Hemd und der große schwarze Adler war die Preußenkleidung. Durch Werbearbeit hatte der Club 1905 28 Mitglieder. Das erste Spiel wurde auf dem Schützenhausplatz mit dem Sportverein „Frisch Auf“ ausgetragen und endete 2:2. Der FC Preussen 05 Kattowitz war 1906 eines der Gründungsmitglieder des Kattowitzer Ballspiel-Verbandes und gewann im selben Jahr die erste Kattowitzer Stadtmeisterschaft. Seit September 1906 gehörte der Klub dem Südostdeutschen Fußball-Verband an. 1907, 1908, 1909, 1913 und 1922 wurde der Verein Oberschlesischer Meister. 1908, 1909 und 1913 konnte er zusätzlich Südostdeutscher Vizemeister werden.
Nach dem Ausbruch des Ersten Weltkriegs fanden keine Endrunden mehr um die südostdeutsche Meisterschaft statt. Nach dem Krieg waren die meisten Spieler der ersten Mannschaft gefallen oder verwundet. Die erste reguläre Saison fand wieder 1919/20 statt.

### 1922 bis 1939: In Polen
Mit der Teilung Oberschlesiens im Juni 1922 fiel Kattowitz an Polen. Doch lehnte der neugegründete Regionalverband des polnischen Fußballverbandes PZPN zunächst die Aufnahme der deutschen Vereine ab. Daraufhin gründeten 43 von ihnen unter Führung des FC Preußen 05 im Juli 1922 den „Wojewodschaft Fußballverband“. Doch drang die PZPN-Zentrale in Krakau auf die Aufnahme der deutschen Vereine in den polnischen Regionalverband. Zu dem Kompromiss gehört die Umbenennung zahlreicher Vereine. Der FC Preußen 05 nannte sich 1. F.C. Kattowitz.
Der deutsche Vereinsname wurde zunächst von den polnischen Behörden abgelehnt; doch mussten sie ihn letztlich akzeptieren, da das Deutsch-Polnische Abkommen über Oberschlesien (Genfer Abkommen) der Minderheit einräumte, eigene Organisationen in ihrer Muttersprache zu benennen. Er spielte weiter in weißen Trikots und schwarzen Hosen, in den Farben Preußens. Im März 1923 ließ der PZPN zwei der deutschen Vereine für die oberste Regionalliga, die Schlesische A-Klasse, zu: den 1. FC und Diana Kattowitz.

#### Das „Skandalspiel“ von 1927
1927 gehörte der Klub zu den 14 Gründungsmitgliedern der polnischen Fußballliga. Bis zum Saisonende lieferte er sich mit Wisła Krakau ein Kopf-an-Kopf-Rennen um die Tabellenspitze. Drei Spieltage vor Saisonende trafen beide Mannschaften vor 20.000 Zuschauern in Kattowitz aufeinander. Die Partie erregte landesweit große Emotionen, der in Warschau erscheinende Przegląd Sportowy (Sportrundschau) schrieb von einem „heiligen Krieg“ zwischen einem deutschen und einem polnischen Klub.
In der zweiten Halbzeit traf der Schiedsrichter nach Meinung der Platzherren eine Reihe von Fehlentscheidungen zu Gunsten der Krakauer Gäste, die auf diese Weise zwei Tore erzielen konnten. Ein Gegentreffer des Kattowitzer Stürmers Ernst Joschke wurde dagegen wegen einer angeblichen Abseitsstellung nicht anerkannt. Nach einem aus Sicht der Platzherren ungerechtfertigten Elfmeter für Wisła verließen die FC-Spieler, geführt von ihrem Kapitän, dem früheren Nationaltorwart Emil Görlitz, aus Protest das Spielfeld. Der Krakauer Mannschaftskapitän Henryk Reyman verwandelte den Strafstoß auf das leere Tor zum 0:3. Anschließend stürmten Hunderte von wütenden Zuschauern das Spielfeld, der Schiedsrichter konnte es nur unter Polizeischutz verlassen.
Die deutschsprachige Kattowitzer Zeitung gab ihrem Spielbericht die Überschrift „Schiebung, Schiebung, Schiebung!!!“. Fast die gesamte polnische Presse machte dagegen einmütig den 1. FC für die Zwischenfälle verantwortlich und forderte den Ausschluss des Klubs aus der Liga. Nur die in Kattowitz erscheinende christlichdemokratische Tageszeitung Polonia, die in Opposition zu dem nationalistischen Wojewoden Michał Grażyński stand, äußerte Verständnis für die Proteste der FC-Spieler: Der Schiedsrichter habe in der zweiten Halbzeit „den Kopf verloren“.
Der 1. FC legte beim PZPN Protest gegen die Wertung des Spieles ein. Doch der Verband erklärte die Leistung des Schiedsrichters für einwandfrei. Da die FC-Spieler den Platz vor dem Abpfiff verlassen hatten, wurde die Partie als abgebrochen eingestuft und somit als 2:0-Sieg für Wisła gewertet.
Weitere Sanktionen wurden nicht verhängt, im Gegenteil: Die Landesleitung des PZPN in Krakau versuchte, Spannungen abzubauen, in dem sie zwei Spieler des 1. FC Kattowitz in die Nationalmannschaft einlud, den Mittelstürmer Karl Kossok und den Verteidiger Otto Heidenreich. Während Kossok das Angebot annahm, lehnte Heidenreich mit dem Hinweis, als Deutscher könne er nicht für Polen spielen, dankend ab.
Emil Görlitz berichtete später, der Schiedsrichter habe ihm zwei Jahre nach dem Spiel auf die Frage, warum er den 1. FC in flagranter Weise benachteiligt habe, mit dem Satz geantwortet: „Ich konnte nichts anderes tun.“ Nachdem der Konflikt um dieses Spiel die nächsten Jahrzehnte konsequent in der polnischen Sportgeschichte ausgespart worden ist, vertritt in der Gegenwart ein Teil der Experten ebenfalls die Version, das Spiel sei manipuliert worden.

#### Sportlicher Abstieg und Konflikte mit den Behörden
In der folgenden Saison 1927/28 erreichte der 1. FC Kattowitz den fünften Platz, nachdem er nach der Hinrunde noch Zweiter gewesen war. Wieder beklagte die deutschsprachige Presse eine systematische Benachteiligung durch die Schiedsrichter und die Behörden unter Grażyński.
1929 stieg der Klub aus der Polnischen Liga in die Regionalliga der Wojewodschaft Schlesien ab. 1930 kündigte die Stadt Kattowitz den Pachtvertrag für das Sportgelände des 1. FC. Die Verbände der deutschen Firmeninhaber finanzierten daraufhin den Ankauf einer Immobilie, auf der aus eigenen Mitteln ein neues Stadion gebaut wurde. 1933 musste der 1. FC auf Anordnung der Behörden seinen Namen polonisieren, offiziell hieß er nun 1. KP (Klub Piłkarski). Im selben Jahr verließ sein größtes Talent, der 17-jährige Torjäger Ernst Willimowski, den Klub, um zum Ligaverein Ruch Wielkie Hajduki zu wechseln.
1934 wurde das neue Stadion eröffnet. Wenige Wochen später kam es dort bei einem Punktespiel gegen Śląsk Schwientochlowitz zu Ausschreitungen, nachdem der Schiedsrichter den Klub nach Meinung seiner Anhänger wiederholt benachteiligt hatte. Der Schlesische Bezirksverband des PZPN forderte die Zwangsauflösung des 1. FC. Dessen Vorsitzender Georg Joschke, der ältere Bruder des Stürmers Ernst Joschke, berichtete später, mit Unterstützung aus Berlin sei es gelungen, dieses Verdikt abzuwenden. Die beiden Regierungen hatten erst im Januar einen Nichtangriffspakt unterzeichnet; in der Folge dieser politischen Annäherung ergaben sich auch intensive Kontakte zwischen den Fußballverbänden beider Länder. Der 1. FC wurde lediglich bis zum Saisonende vom Spielbetrieb ausgeschlossen.
Von nun an stand er unter ständiger Beobachtung der polnischen Behörden, da die Vereinsführung um Georg Joschke, der zur Führung der deutschnationalen Jungdeutschen Partei gehörte, intensiv mit den NS-Behörden im deutschen Teil Oberschlesiens zusammenarbeitete. Im Juni 1939 ließ der Wojewode Grażyński deutsche Vereine, darunter den 1. FC, als „Hort deutscher nationalistischer Kräfte“ auflösen. Die Vereinsvermögen wurden eingezogen.

### Im Zweiten Weltkrieg
Schon wenige Tage nach dem Einmarsch in Kattowitz in der ersten Septemberwoche 1939 erfolgte die Neugründung des Vereins, Vorsitzender wurde wieder Georg Joschke, der auch das Amt des NSDAP-Kreisleiters übernahm, nachdem der Ostteil Oberschlesiens wieder an das Deutsche Reich angeschlossen worden war. Joschke strebte an, den 1. FC Kattowitz zu einem deutschen Spitzenklub zu machen. Aus diesem Grunde zog er oberschlesische Spitzenspieler in dem Klub zusammen, darunter die früheren polnischen Nationalspieler Ewald Dytko, Wilhelm Gora, Erwin Nytz und Ernst Willimowski. Von der letzten Vorkriegsmannschaft blieben nur zwei Spieler übrig.
Ab 1939 spielte der Verein in der Gauliga Schlesien, die zwei Jahre später in der Gauliga Oberschlesien aufging.
Von der NS-Propaganda wurde der Klub wegen seiner „tapferen und zähen Haltung im Volkstumskampf gegen die polnische Unterdrückung“ gepriesen. Allerdings konnte der 1. FC Kattowitz während des Zweiten Weltkriegs keine größere Erfolge erzielen, nicht zuletzt, weil die meisten Spitzenspieler ihn bald wieder verließen. In der Schlesischen Gauliga kam er nie über den vierten Platz zum Saisonende hinaus. Trotz der sich nähernden Ostfront versuchte die Kattowitzer NS-Führung den Anschein der Normalität aufrechtzuhalten, somit auch den ohnehin bereits stark eingeschränkten Sportbetrieb. Am 14. Januar 1945 fanden noch Punktespiele statt, der 1. FC Kattowitz verlor mit 1:2 gegen SC Preußen Hindenburg in der Gauliga. Trotz der Heimniederlage blieb er Tabellenführer.
Nach dem Rückzug der Wehrmacht aus Oberschlesien wurde der 1. FC im März 1945 von den neuen polnischen Behörden erneut aufgelöst. Der Name des Klubs an seinem Stadion wurde allerdings erst 1946 entfernt.

### Nach dem Zweiten Weltkrieg

#### Traditionsgemeinschaft

Wappen der Traditionsgemeinschaft

1965 gründeten der frühere Vereinspräsident Georg Joschke und mehrere der Spieler in Salzgitter, der Patenstadt der Heimatvertriebenen aus Kattowitz, die „Traditionsgemeinschaft 1. FC Kattowitz“. Die regelmäßigen Treffen, an denen u. a. Emil Görlitz, Otto Heidenreich und Ernst Joschke teilnahmen, organisierte zunächst der CDU-Landtagsabgeordnete Helmut Kostorz, der im Zweiten Weltkrieg stellvertretender NSDAP-Kreisleiter in Kattowitz geworden war. Die Stadt Salzgitter finanzierte auch eine „Heimatstube des 1. FC Kattowitz“.
1980 wurde in einem Festakt der Stadt Salzgitter das 75-jährige Vereinsjubiläum begangen.
Dokumente zur Vereinsgeschichte wurden dem Stadtarchiv Salzgitter übergeben, darunter die zum 25-jährigen Vereinsjubiläum 1934 erstellte erste Vereinschronik. Nach Salzgitter gelangte auch das nach dem Krieg als verschollen geglaubte Vereinsalbum mit Hunderten von Fotos und Dokumenten. Es war nach dem Krieg in Kattowitz versteckt worden, Emil Görlitz konnte es nach einem Besuch von dort in die DDR und später nach Salzgitter schmuggeln. Die Traditionsgemeinschaft bestand bis 1990.

#### Neugründung
2007 gründeten Mitglieder der Bewegung für die Autonomie Schlesiens (Ruch Autonomii Śląska) den Verein in Kattowitz neu, er solle eine „Brücke zwischen Polen und Deutschen“ sein. 2008 wurde er vom Wojewodschaftsgericht als 1. FC Katowice registriert.
Die Neugründung löste heftige Angriffe von Lokalpolitikern und einem Teil der Kattowitzer Presse aus, den Initiatoren wurde unterstellt, sie wollten einen NS-Klub reaktivieren. In der Saison 2007/2008 spielte der Verein in der schlesischen B-Klasse, der zweitniedrigsten Liga in Polen. Sein erstes Spiel nach der Reaktivierung bestritt der 1. FC Katowice am 31. August gegen den HKS Szopienice und gewann 3:2. 2008 wurde der Verein Meister der schlesischen B-Klasse und spielte 2008/09 in der schlesischen A-Klasse, stagnierte seitdem aber.

## Mannschaft der Frauen
Die Frauenmannschaft besteht seit 2007. 2009 trennte sie sich organisatorisch und rechtlich von dem Verein. Sie nahm die Kürzel ihrer Sponsoren in den Klubnamen auf und heißt seitdem 1FC AKS AWF. 2011 schaffte sie den Aufstieg in die höchste Spielklasse.

## Erfolge
- Polnischer Vizemeister: 1927
- Südostdeutscher Vizemeister: 1908, 1909, 1913
- Oberschlesischer Meister: 1907, 1908, 1909, 1913, 1922
- Meister des Kattowitzer Ballspiel-Verbandes: 1906

## Ehemalige Spieler
- Ewald Dytko, polnischer Nationalspieler
- Emil Görlitz, polnischer Nationalspieler
- Otto Heidenreich
- Richard Herrmann, Fußball-Weltmeister 1954
- Karol Kossok, polnischer Nationalspieler
- Erwin Nytz, polnischer Nationalspieler
- Georg Schumann, deutscher Nationalspieler
- Ernst Willimowski, polnischer und deutscher Nationalspieler

## Ehemalige Trainer
- Emil Rauchmaul

## Verweise
1. ↑  Unser Oberschlesien, 14. September 1967, Nr. 17, S. 3
2. ↑  Kattowitzer Zeitung, 6. Februar 1925, S. 5. - Stiftungsfest des 1. FC Kattowitz
3. ↑  Unser Oberschlesien, 23. Januar 1975, Nr. 2, S. 7
4. ↑  Oberschlesischer Kurier [Salzgitter], 20. November 1967, S. 6.
5. ↑  Kattowitzer Zeitung, 17. Juli 1922, S. 5.
6. ↑  Rudolf Fonfara: Vereinschronik des Ersten Fußballclub (früher Preußen) Kattowitz. [Unveröffentl. Manuskript, Stadtarchiv Salzgitter], S. 14.
7. ↑  Vgl. „Deutsch-polnisches Abkommen über Oberschlesien“ (Oberschlesien-Abkommen, OSA) vom 15. Mai 1922, in: Reichsgesetzblatt, 1922, Teil II, S. 238 ff.
8. ↑  75 lat OZPN w Katowicach. Książka pamiętkowa. Wyd. Andrzej Gowarzewski/Joachim Wałoszek. Katowice 1996, S. 29.
9. ↑  Przegląd Sportowy, 1. Oktober 1927, S. 3.
10. ↑  Thomas Urban: Schwarze Adler, weiße Adler. Deutsche und polnische Fußballer im Räderwerk der Politik. Göttingen 2011, S. 15 f.
11. ↑  Kattowitzer Zeitung, 27. September 1927, S. 9.
12. ↑  Polska Zachodnia, 26. September 1927, S. 2.
13. ↑  Czas (Kraków), 28. September 1927, S. 3.
14. ↑  Polonia, 26. September 1927, S. 5.
15. ↑  Sport [Katowice], 11. August 2011, S. 4.
16. 1 2  75 lat OZPN w Katowicach. Książka pamiętkowa. Wyd. Andrzej Gowarzewski/Joachim Wałoszek. Katowice 1996, S. 55.
17. ↑  Kattowitzer Zeitung, 21. Mai 1928, S. 9.
18. 1 2  Rudolf Fonfara: Vereinschronik des Ersten Fußballclub (früher Preußen) Kattowitz, S. 16.
19. ↑  Ernst Krall, Sport-Geschichte, in: Kattowitz. Seine Geschichte und Gegenwart. Hrsg. H. Kostorz. Dülmen 1985, S. 256.
20. ↑  75 lat OZPN w Katowicach. Książka pamiętkowa. Wyd. Andrzej Gowarzewski/Joachim Wałoszek. Katowice 1996, S. 41.
21. ↑  Gazeta Wyborcza (Katowice), 3./4. Januar 1998, S. 22.
22. ↑  Kattowitzer Zeitung, 23. April 1934, S. 7, Kuryer Sportowy, 24. April 1934, S.IV, Przegląd Sportowy, 2. Mai 1934, S. 4.
23. ↑  Przegląd Sportowy, 2. Mai 1934, S. 4.
24. ↑  Oberschlesischer Kurier, 25. Januar 1981, S. 6.
25. ↑  Piłka jest okrągła. 50 lat piłkarstwa w województwie katowickim. Katowice 1971, S. 47.
26. ↑  Kattowitzer Zeitung, 31. Oktober 1939, S. 9.
27. ↑  Kattowitzer Zeitung, 17. März 1941, S. 5.
28. ↑  Kattowitzer Zeitung, 11. März 1940, S. 6.
29. ↑  Der Kicker, 23. Januar 1940, S. 4.
30. ↑  Kattowitzer Zeitung, 20. Januar 1939, S. 3.
31. ↑  Kattowitzer Zeitung, 14. Januar 1940, S. 6.
32. ↑  Der Kicker, 29. Oktober 1940, S. 17; Kattowitzer Zeitung, 19. Juni 1940, S. 4.
33. ↑  Oberschlesische Zeitung, 16. Januar 1945, S. 4.
34. 1 2  Oberschlesischer Kurier, 20. November 1965, S. 3.
35. ↑  Oberschlesischer Kurier, 25. September 1980, S. 86 f.
36. ↑  salzgitter.de, vom 13. Dezember 2013 (Memento vom 15. März 2014 im Internet Archive)
37. ↑  Archivierte Kopie (Memento vom 23. Dezember 2014 im Internet Archive)
38. ↑  Archivlink (Memento vom 11. Juli 2012 im Internet Archive)